# The old Calahan
The old Calahan is een Engelstalig country-nummer van de Volendamse band BZN. De single werd in 1981, net voor het 15-jarig jubileum van de band, uitgebracht in Duitsland en Nederland.
Het nummer stond 11 weken in de Nederlandse Top 40, waar het de vierde plaats behaalde. De videoclip van The old Calahan werd opgenomen in een Grieks dorp, waar de bevolking spontane medewerking verleende.